# Filip Trejbal
Filip Trejbal (* 5. Januar 1985 in Jilemnice) ist ein ehemaliger tschechischer Skirennläufer. Er war auf die Disziplinen Slalom und Super-Kombination spezialisiert, fuhr aber gelegentlich auch Riesenslalom- und Super-G-Rennen.

## Biografie
Trejbal bestritt ab dem 16. Altersjahr FIS-Rennen und startete ab März 2004 im Europacup. Sein erster Karrierehöhepunkt war der Gewinn der Slalom-Goldmedaille bei den Junioren-Weltmeisterschaften 2005 in Bardonecchia, vor Mattias Hargin und Beat Feuz. Zwei Jahre später bei der Winter-Universiade 2007, ebenfalls in Bardonecchia, siegte er im Slalom und in der Kombination, hinzu kamen zwei Silbermedaillen im Riesenslalom und im Super-G.
Am 9. Januar 2005 trat Trejbal in Chamonix erstmals zu einem Weltcup-Rennen an. Die ersten Weltcuppunkte gewann er am 22. Dezember 2005 mit Platz 22 im Slalom von Kranjska Gora. Seine besten Ergebnisse sind zwei 14. Plätze, erzielt am 9. Februar 2008 beim Slalom in Garmisch-Partenkirchen und am 21. Dezember 2009 im Slalom von Alta Badia. Er nahm an den Olympischen Winterspielen 2006 teil, schied aber sowohl im Slalom als auch in der Kombination aus. Bei den Weltmeisterschaften 2007 in Åre startete er in allen Disziplinen. Als beste Resultate erzielte er den 16. Platz und Rang neun im Team-Wettbewerb. Bei den Weltmeisterschaften 2009 in Val-d’Isère startete er nur im Slalom, schied aber nach einem Torfehler im ersten Durchgang aus.
Bei den Olympischen Winterspielen 2010 startete Trejbal in allen Disziplinen außer im Super-G. Sein bestes Resultat war der 28. Platz in der Super-Kombination. Bei den Weltmeisterschaften 2011 in Garmisch-Partenkirchen war er wieder nur im Slalom am Start; dabei belegte er den 16. Platz. Ab dem Winter 2012/13 startete Trejbal nur noch sporadisch im Weltcup und konnte keine Weltcuppunkte mehr erringen. Er beschränkte seine Teilnahmen zunehmend auf FIS- und Europacuprennen. Er nahm auch an den Olympischen Winterspielen 2014 in Sotschi teil, wo er im zweiten Durchgang des Slaloms ausschied. Am Ende der Saison 2014/15 beendete Trejbal anlässlich der tschechischen Meisterschaften seine Karriere.
Trejbal fiel insbesondere durch seinen Heavy-Metal-Look auf – mit langen Haaren, einem Ziegenbärtchen und massiven Halsketten, die er selbst während der Rennen trug.

## Erfolge

### Olympische Spiele
- Vancouver 2010: 28. Super-Kombination, 39. Riesenslalom, 57. Abfahrt

### Weltmeisterschaften
- Bormio 2005: 17. Slalom, 29. Riesenslalom
- Åre 2007: 16. Slalom, 24. Super-Kombination, 47. Super-G
- Garmisch-Partenkirchen 2011: 16. Slalom
- Schladming 2013: 29. Slalom

### Weltcup
- 10 Platzierungen unter den besten 20

### Weltcupwertungen
| Saison  | Gesamt | Gesamt | Slalom | Slalom | Kombination | Kombination |
| Saison  | Platz  | Punkte | Platz  | Punkte | Platz       | Punkte      |
| ------- | ------ | ------ | ------ | ------ | ----------- | ----------- |
| 2005/06 | 125.   | 13     | 58.    | 9      | 48.         | 4           |
| 2006/07 | 110.   | 26     | 46.    | 20     | 46.         | 6           |
| 2007/08 | 104.   | 31     | 43.    | 30     | 52.         | 1           |
| 2008/09 | 123.   | 14     | 52.    | 14     | -           | -           |
| 2009/10 | 96.    | 41     | 34.    | 41     | -           | -           |
| 2010/11 | 101.   | 49     | 33.    | 49     | -           | -           |
| 2011/12 | 113.   | 18     | 42.    | 18     | -           | -           |

### Europacup
- Saison 2010/11: 4. Slalomwertung
- 1 Podestplatz

### Junioren-Weltmeisterschaften
- Tarvisio 2002: 31. Slalom, 56. Super-G
- Briançonnais 2003: 41. Riesenslalom, 44. Super-G
- Maribor 2004: 13. Kombination, 16. Slalom, 29. Super-G, 41. Riesenslalom, 55. Abfahrt
- Bardonecchia 2005: 1. Slalom, 28. Super-G, 44. Abfahrt

### Weitere Erfolge
- Universiade 2007 in Bardonecchia: 1. Slalom, 2. Riesenslalom, 2. Super-G
- 2 tschechische Meistertitel im Slalom (2007, 2008)
- 1 Sieg im South American Cup
- 14 Siege in FIS-Rennen